# Mascolinizzazione
La mascolinizzazione o virilizzazione è lo sviluppo biologico delle differenze sessuali, cambiamenti che rendono un corpo maschile diverso da un corpo femminile. La maggior parte dei cambiamenti di virilizzazione sono prodotti dagli androgeni. La virilizzazione è più comunemente usata in tre contesti medici e biologici di genere: la differenziazione sessuale prenatale, i cambiamenti postnatali della normale pubertà maschile e gli eccessivi effetti degli androgeni nelle femmine.

## Mascolinizzazione prenatale
Nel periodo prenatale, la virilizzazione si riferisce alla chiusura del perineo, al diradamento e rugosità dello scroto, alla crescita del fallo e alla chiusura del solco uretrale alla punta del pene.

## Mascolinizzazione puberale
Nell'uso comune così come l'uso medico, «virilizzazione» spesso si riferisce al processo di normale crescita puberale maschile. Questi effetti includono la crescita del pene e dei testicoli, lo sviluppo di peli pubici e altri peli androgeni del viso, del busto e degli arti, i cambiamenti della voce, l'aumento della muscolatura, l'ispessimento della mascella, la prominenza della cartilagine del collo e allargamento delle spalle.

## Mascolinizzazione medica nelle persone transgender
Le persone transgender nate con sesso biologico femminile, a volte scelgono di assumere la terapia ormonale sostitutiva. Questo processo causa la mascolinizzazione inducendo molti degli effetti di una pubertà tipicamente maschile. Molti di questi effetti sono permanenti, ma alcuni effetti possono essere invertiti se l'individuo transgender interrompe il trattamento medico.